# Episodi di Wild Bill Hickok (seconda stagione)
La seconda stagione della serie televisiva Wild Bill Hickok è andata in onda negli Stati Uniti dal 14 ottobre 1951 al 6 gennaio 1952 in syndication.
| nº | Titolo originale           | Prima TV USA     |
| -- | -------------------------- | ---------------- |
| 1  | Boulder City Election      | 14 ottobre 1951  |
| 2  | Pony Express vs. Telegraph | 21 ottobre 1951  |
| 3  | The Lady School Teacher    | 28 ottobre 1951  |
| 4  | Outlaw Flats               | 4 novembre 1951  |
| 5  | Silver Stage Holdup        | 11 novembre 1951 |
| 6  | Mexican Rustlers Story     | 18 novembre 1951 |
| 7  | Masked Riders              | 25 novembre 1951 |
| 8  | Hepsibah                   | 2 dicembre 1951  |
| 9  | Border City                | 9 dicembre 1951  |
| 10 | Ex-Convict Story           | 16 dicembre 1951 |
| 11 | Papa Antonelli             | 23 dicembre 1951 |
| 12 | The Slocum Family          | 30 dicembre 1951 |
| 13 | Lost Indian Mine           | 6 gennaio 1952   |

## Boulder City Election
- Diretto da:
- Scritto da:

### Trama
- Interpreti: Guy Madison (U.S. Marshal Wild Bill Hickok), Andy Devine (vice Marshal Jingles), Lyle Talbot (Blackburn), Zon Murray (Carson), Gloria Saunders (Sally Jones), Fred Hoose (editore Matt Thompson), Robert Bice (scagnozzo Art), Jim Connell (Frank), David Sharpe (Johnny Powers)

## Pony Express vs. Telegraph
- Diretto da:
- Scritto da:

### Trama
- Interpreti: Don Hayden (Bob Ridgeway), Fred Kohler Jr. (Jordan), Parke MacGregor (Bennett), Hank Patterson (Pop Clancy), Tom Steele, Peggy Stewart (Jane), Michael Vallon (Charlie Rogers)

## The Lady School Teacher
- Diretto da:
- Scritto da:

### Trama
- Interpreti: Guy Madison (U.S. Marshal Wild Bill Hickok), Andy Devine (vice Marshal Jingles P. Jones), Rory Mallinson (Joe Altman), Sam Flint (Brereton), Pat Mitchell (Ted Brereton), Isa Ashdown (Sue Brereton), Almira Sessions (Miss Laura Tyler), Tom Steele (scagnozzo Hank), Whitey Hughes (scagnozzo), Paul McGuire (scagnozzo Pete)

## Outlaw Flats
- Diretto da:
- Scritto da:

### Trama
- Interpreti: Guy Madison (U.S. Marshal James Butler 'Wild Bill Hickok), Andy Devine (vice Marshal Jingles P. Jones), Kristine Miller (Cindy), Richard Avonde (Dick), Tristram Coffin (Otis), John Crawford (King Bradshaw), Edward Clark (Jeb), Bill Hale (Ted), William Haade

## Silver Stage Holdup
- Diretto da:
- Scritto da:

### Trama
- Interpreti: Guy Madison (U.S. Marshal Wild Bill Hickok), Andy Devine (vice Marshal Jingles), Bobby Jordan (Sandy Smith), Jane Adams (Peggy), Wade Crosby (Canfield), Reed Howes (Slate), William Haade (primo Stage Guard), Riley Hill (Smokey), Leonard P. Geer, Whitey Hughes (scagnozzo), I. Stanford Jolley (scagnozzo)

## Mexican Rustlers Story
- Diretto da:
- Scritto da:

### Trama
- Interpreti: Guy Madison (U.S. Marshal Wild Bill Hickok), Andy Devine (vice Marshal Jingles), Don C. Harvey (scagnozzo Kroeger), Leonard Penn (capitano marshal), Carol Thurston (Rita), Roland Varno (Cleary), Dennis Moore (scagnozzo Clem), Robert Livingston, Holly Bane (Collier), Wayne Mallory (Wells Fargo Agent), Ray Jones (scagnozzo), Fred Kelsey (Doc Jones), George Sowards (secondo conducente della diligenza)

## Masked Riders
- Diretto da:
- Scritto da:

### Trama
- Interpreti: Guy Madison (U.S. Marshal James Butler 'Wild Bill Hickok), Andy Devine (vice Marshal Jingles P. Jones), Norman Bishop (Eddie Gleason), Johnny Carpenter, Jim Diehl (Buck Corrigan), Belle Mitchell (Mrs. Bradley), Ted Stanhope (Tom Gleason), Tom Steele (Slim), Ferris Taylor (Sellers)

## Hepsibah
- Diretto da:
- Scritto da:

### Trama
- Interpreti: Guy Madison (U.S. Marshal Wild Bill Hickok), Andy Devine (vice Marshal Jingles P. Jones), Isabel Randolph (Hepsibah Snodgrass), George Eldredge (giudice Williams), Robert Bice (Branton), Douglas Evans (Grogan), Billy Griffith (Ned Jenkins), Larry Johns (Bert Collins), Mathew McCue (cittadino), Jack Tornek (cittadino)

## Border City
- Diretto da:
- Scritto da:

### Trama
- Interpreti: Guy Madison (U.S. Marshal Wild Bill Hickok), Andy Devine (vice Marshal Jingles), Gloria Talbott (Consuelo), George J. Lewis (Ramon), Murray Alper (Kirby), Steve Pendleton (scagnozzo Larson), Carl von Schiller (capitano marshal), Whitey Hughes (scagnozzo), Buddy Roosevelt (scagnozzo)

## Ex-Convict Story
- Diretto da:
- Scritto da:

### Trama
- Interpreti: Guy Madison (U.S. Marshal Wild Bill Hickok), Andy Devine (vice Marshal Jingles), Jo-Carroll Dennison (Kathy York), Bruce Edwards (Bart York), House Peters Jr. (Banker Stevens), Gregg Barton (Jason), Pierce Lyden (giudice Morton), Johnny Carpenter (Clayburn), George Sowards (cittadino)

## Papa Antonelli
- Diretto da:
- Scritto da:

### Trama
- Interpreti: Guy Madison (U.S. Marshal James Butler 'Wild Bill Hickok), Andy Devine (vice Marshal Jingles P. Jones), Pamela Duncan (Connie), Alan Foster, Elizabeth Harrower, Wes Hudman (Burke), Ray Hyke (Landers), Irene Martin, Francis McDonald (Cody), Minerva Urecal (Mama Antonelli), Michael Vallon (Papa Antonelli)

## The Slocum Family
- Diretto da:
- Scritto da:

### Trama
- Interpreti: Guy Madison (U.S. Marshal Wild Bill Hickok), Andy Devine (vice Marshal Jingles Jones), Raymond Hatton (Pa Slocum), Sara Haden (Ma Slocum), Carole Mathews (Miss Jennings), Frankie Darro (Clint Slocum), Richard Tyler (Gus Slocum), Danny Mummert (Al Slocum), Gregory Marshall (Gabe Slocum), Noralee Norman (Tessie Slocum), Merrill McCormick (sceriffo), George Meader (Mayor Mitner)

## Lost Indian Mine
- Diretto da:
- Scritto da:

### Trama
- Interpreti: Guy Madison (U.S. Marshal James Butler 'Wild Bill Hickok), Andy Devine (vice Marshal Jingles P. Jones), Guy Beach (vecchio Dan), James Bush, John Eldredge (Jim Hawks), Bud Osborne (Floyd), John Reynolds (Randall), David Sharpe, Anthony Sydes (Bobby), Don Turner